# Joseph Baader (Historiker)
Joseph Baader (* 26. Oktober 1812 in Mittenwald; † 6. Juni 1884 in München) war ein deutscher Historiker und Archivar.

## Leben
Baader wurde als Sohn eines Mittenwalder Instrumenten-Verlegers geboren. Den ersten Unterricht in Latein erhielt er in der bei St. Anton zu Partenkirchen bestehenden Vorbereitungsschule. 1832 schloss er seine Gymnasialstudien am Wilhelmsgymnasium München ab.
Nach dem Studium war Baader bis 1842 als freier Literat und von 1842 bis 1844 als Journalist für die Augsburger Postzeitung tätig. 1844 ging er als Praktikant an das Reichsarchiv München und 1852 als Offiziant an das Archivkonservatorium (heute Staatsarchiv) Bamberg. 1853 wechselte er an das Archivkonservatorium (heute Staatsarchiv) Nürnberg. Dieses leitete er ab 1854 (von 1854 bis 1856 kommissarisch). Er konnte seinen Vorgänger des Diebstahls von Pergamenturkunden überführen.
1869 wechselte er als Reichsarchivrat an das Münchener Reichsarchiv, wo er bis zu seinem Ruhestand 1877 wirkte.
Baader erwarb sich große Verdienste um die Ordnung des Nürnberger Staatsarchivs, er publizierte Quellen (zum Beispiel Nürnberger Polizeiordnungen) und insbesondere kultur- und kunstgeschichtliche Beiträge. Er beschäftigte sich unter anderem mit der Auseinandersetzung zwischen dem Raubritter Hans Thomas von Absberg und dem Schwäbischen Bund, siehe dazu Wandereisen-Holzschnitte von 1523.

## Werke

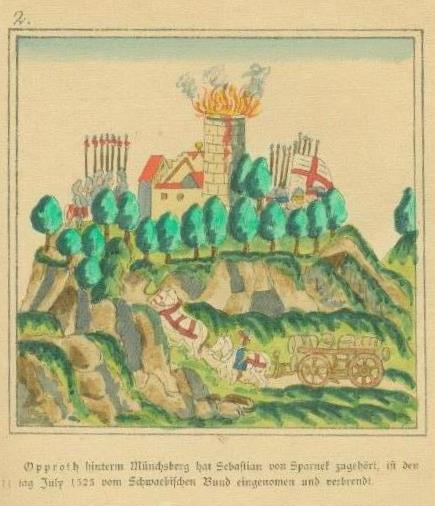
Holzschnitt von Joseph Baader zur Fehde des Raubritters von Absberg wider den Schwäbischen Bund (1873)

- Die Fehde des Hans Thomas von Absberg wider den schwäbischen Bund. München 1880.
- Verhandlungen über Thomas von Absberg und seine Fehde gegen den Schwäbischen Bund 1519 bis 1530. Tübingen 1873.Digitalisat
- Nürnberger Polizeiordnungen in der Google-Buchsuche
- Geschichte des Frauenklosters Niederschönenfeld in Antonius Steichele (Hrsg.): Archiv für die Geschichte des Bisthums Augsburg, Band I. Augsburg 1856. (Digitalisate: ab Seite 173)
- Bericht des Ritters Ludwig von Eyb über des Römischen Königs Maximilian Krönung zu Aachen im Jahre 1486. In: Annalen des historischen Vereins für den Niederrhein, insbesondere die alte Erzdiöcese Köln, Heft 15, Köln 1864, S. 1–18.
- Haus- und Hofhaltungsordnungen Herzogs Ludwig des Reichen von Niederbayern für das Residenzschloß Burghausen während des Aufenthalts seiner Gemahlin Herzogin Amalie dortselbst. In: Oberbayerisches Archiv, 36 (1877), S. 25–54. (Digitalisate: ab Scan 39)
- Chronik des Marktes Mittenwald, seiner Kirchen, Stiftungen und Umgegend. Nördlingen, 1880 Digitalisat